# Home Folks
Home Folks é um filme mudo norte-americano de 1912, do gênero drama, dirigido por D. W. Griffith e estrelado por Mary Pickford e Mae Marsh.

## Elenco
- Mary Pickford
- Charles Hill Mailes
- Kate Bruce
- Robert Harron
- Wilfred Lucas
- Mae Marsh